# Enotro
Enotro (in greco antico: Οἴνωτρος?, Oínotros) è un personaggio della mitologia greca. Si trasferi nel sud dell'Italia e divenne eponimo dell'Enotria.

## Genealogia
Figlio di Licaone.
Non risulta essere stato sposato o padre.

## Mitologia
Fu il più giovane dei figli di Licaone ed insoddisfatto a causa della divisione del Peloponneso tra i suoi cinquanta fratelli, chiese al fratello Nittimo uomini e denaro e si trasferì nel sud dell'Italia assieme al fratello Peucezio.
Secondo le tradizioni greca e romana, questa fu la prima spedizione dalla Grecia per fondare una colonia ed avvenne molto prima della guerra di Troia ed il successivo viaggio di Enea.
È considerato l'eponimo di Oenotria (in greco: Οἰνωτρία), dando il suo nome alle zone meridionali della penisola italiana ed agli Enotri.